# 加藤太一郎
加藤 太一郎（かとう たいちろう、1947年 - ）は、日本の実業家。焼津信用金庫（現・しずおか焼津信用金庫）元理事長。

## 人物・経歴
1947年生まれ。静岡県出身。実家は割烹旅館を経営。1969年3月、立教大学法学部卒業。法学部で学んでいたが、実家の仕事を多少なりとも理解しておこうと、大学ではホテル・観光講座も受講した。
1969年4月、焼津信用金庫（現・しずおか焼津信用金庫）入庫。最初の勤務地は静岡で、融資窓口に配属。
1992年4月、総務部副部長に就任。
1995年4月、藤枝上支店長、1997年4月、静岡支店長、平成11年4月、藤枝駅支店長を歴任。2002年4月、審査部長、同年6月、常勤理事に就任。
2007年6月、常務理事、2009年6月、理事長就任。
経営者として、その土地を大切に思い、一所懸命に耕し種を蒔くことが地域の金融機関である信用金庫の基本と捉え、業務運営を行った。